# Composición química
Una composición química especifica: la identidad, la disposición y la proporción de los elementos que conforman un compuesto.
Las fórmulas químicas se pueden usar para describir las cantidades relativas de elementos presentes en un compuesto. Se utilizan diferentes tipos de fórmulas químicas para transmitir información sobre la composición, como una fórmula empírica o molecular. Por ejemplo, la fórmula química del agua es H2O: esto significa que cada molécula de agua está constituida por 2 átomos de hidrógeno (H) y 1 átomo de oxígeno (O). La composición química del agua puede interpretarse como una proporción de 2:1 de átomos de hidrógeno a átomos de oxígeno. 
La nomenclatura se puede usar para expresar los elementos presentes en un compuesto y su disposición dentro de las moléculas del compuesto. De esta forma, los compuestos tendrán nombres únicos que pueden describir su composición elemental.

## Composición de una mezcla
La composición química de una mezcla se puede definir como la distribución de las sustancias individuales que constituyen la mezcla, denominadas "componentes". Equivale a cuantificar la concentración de cada componente. Debido a que existen diferentes formas de definir la concentración de un componente, también existen diferentes formas de definir la composición de una mezcla. Puede expresarse como fracción molar, fracción de volumen, fracción de masa, molalidad, molaridad o normalidad o relación de mezcla.
La composición química de una mezcla se puede representar gráficamente en gráficos como gráfico ternario y gráfico cuaternario.